# مخطوطات صنعاء
مخطوطات صنعاء هي مجموعة من المخطوطات والرقائق القرآنية تبلغ حوالي 4500 مخطوطة، كتبت بالخط الكوفي والحجازي وغيرها من الخطوط غير المنقوطة، تعد بعضها من أقدم النصوص القرآنية الموجودة  اكتُشفت مع عدد من المخطوطات التاريخية في الجامع الكبير بصنعاء القديمة عام 1972 على طرس وتعود للعصور الأولى للإسلام ويُعتقد أن بعضها كتبت بخط علي بن أبي طالب.
النص الظاهر من المخطوطة يتطابق مع النص القياسي للقرآن (مصحف عثمان)، بينما النص السفلي (الخلفي الممحي غير الظاهر) يحوي العديد من الاختلافات عن النص القياسي. نُشرت نسخة من النص السفلي في 2012. تحليل الكربون الإشعاعي أرجع تاريخ رق أخذ من المخطوطة وبيع في مزاد، ومن ثم تاريخ النص السفلي المكتوب عليها إلى ما بين عامي 578 و669 بدقة 95%.

## الاكتشاف
عثرت أعمال حفر في الجامع الكبير في السبعينات من القرن العشرين على عدد كبير من المخطوطات القرآنية يعود تاريخها إلى القرن الأول من الهجرة، حيث يعود تاريخ بناء الجامع الكبير إلى العام السادس للهجرة، عندما عهد النبي محمد ﷺ لواحد من أصحابه لبنائه، وشهد المسجد عدة توسعات على مدى الزمن من قبل الحكام المسلمين والأئمة.
ألحقت أمطار غزيرة هطلت في صنعاء عام 1385 هـ / 1965م أضراراً في سقف المسجد في الزاوية الشمالية الغربية. وخلال أعمال الاستطلاع اكتُشفت خزانة كبيرة تحتوي آلاف المخطوطات القرآنية والتاريخية.
وافقت ألمانيا في 1979 على طلب تقدم به القاضي إسماعيل الأكوع، الذي كان رئيسا لهيئة الآثار اليمنية، للمساعدة في ترميم المخطوطات وصيانتها، وبلغت تكاليف المشروع 2.2 مليون مارك ألماني. وبدأ تنفيذ المشروع عام 1983 واستمر حتى عام 1996. وتمكن الفريق من ترميم 15 ألف صفحة من نسخ القرآن الكريم من مجموع المخطوطات المكتشفة البالغ عددها نحو 40 ألف مخطوطة، بينها 12 ألف رق جلدي قرآني، جرى فتحها وتنظيفها ومعالجتها وتصنيفها وتجميعها.
ومن بين الرقائق والمخطوطات آلاف القصاصات القرآنية التي تعود لأعوام وقرون مختلفة، من نسخ متعددة من القرآن تختلف في تاريخها وطريقة تدوينها، والحروف المستخدمة فيها، وأنواع الخطوط، حيث وجد الباحث الألماني غيرد بوين في 1981 أن بعض النصوص مكتوبة بالخط الحجازي النادر، وهو أول خط كتب به القرآن قبل الخط الكوفي، كما وجد قطعا من الرق كتب عليها للمرة الثانية.
قدر الدكتور غسان حمدون - مؤلف كتاب المخطوطات القرآنية في صنعاء من القرن الأول الهجري وحفظ القرآن الكريم - المخطوطات القرآنية الموجودة في دار المخطوطات المقابل للجامع الكبير بصنعاء، بأكثر من 12 ألف رق قرآني، ترجع معظمها إلى القرن الأول والثاني والثالث الهجري.
أنتج مشروع رائد تابع لبرنامج ذاكرة العالم لليونسكو في اليمن قرص مدمج بعنوان «مخطوطات صنعاء»، وهو يعرّف بالخط العربي من خلال مخطوطات يمنية، من بينها أجزاء من مخطوطات قرآنية من الجامع الكبير في صنعاء.
لا تزال آلاف المخطوطات في الجامع الكبير بصنعاء، بينما بيعت بعضها وتفرقت في مختلف متاحف العالم.

## المخطوطات
المخطوطات هي طرس، بمعنى أن الرق كانت مكتوب عليه (النص «الأدنى»)، ثم تم مسح النص، ثم كتب عليه مرة ثانية (النص «الأعلى») مع تكرار هذه العملية على الوقت مع نفس الرق. في طروس صنعاء، النصان الأعلى والأدنى هما قرآن مكتوب بالخط الحجازي. يبدو أن النص الأعلى يشكل نصًا كاملاً للقرآن، لكن ما إذا كان هذا هو الحال أيضًا بالنسبة للنص الأدنى يبقى موضوعًا للنقاش العلمي. ففي القرآن القياسي، يتم عرض السور في تسلسل تقريبي من الطول المتناقص؛ من هنا، يمكن افتراض أن القرآن الذي يتبع النظام المعياري للسور يمكن أن يقدم النص الكامل، لكن العكس ليس هو الحال.
العديد من الأوراق في بيت المخطوطات تالفة جزئيًا وفي 28 منها فقط الكتابة العليا مقروءة (بسبب الضرر)، بينما تلك الموجودة في الملكية الخاصة أو التي تحتفظ بها المكتبة الشرقية فحالتها أفضل بشكل عام.
تشكل هذه الرقوق البالغ عددها 82 ورقة نصف القرآن تقريبًا. الرق من نوعية رديئة؛ وتحتوي العديد من الرقوق على ثغرات حول كتابة النص العلوي والسفلي. ومع ذلك، عندما يؤخذ في الاعتبار حجم الكتابة وتوفير المساحات الهامشية، فإن الكمية الإجمالية للجلود الحيوانية التي يتطلب توفيرها لإنتاج مخطوطة كاملة للقرآن لن تكون أقل جودة من النوع المستخدم في مصحف كودكس باريسينو-بتروبوليتانوس Codex Parisino-petropolitanus

### مصحف صنعاء

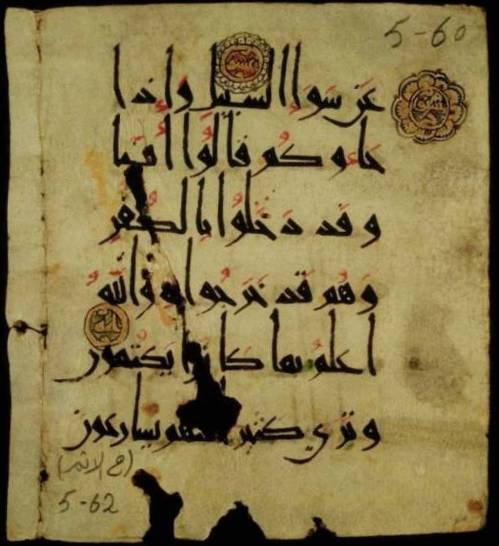
جزء من الآية 60 إلى 61 وجزء من الآية 61 من سورة المائدة بالخط الكوفي الشرقي؛ إحدى مخطوطات صنعاء.

كتب «مصحف صنعاء» بالخط الكوفي على 275 ورقة، واحتوى على حوالي 86% من آيات القرآن الكريم، وكتبت بخط مائل قليلاً إلى اليمين، وأشير إلى التنوين بنقطتان، وفي نهاية الآية توضع 6 أو 5 نقاط مجمعة، وفصلت السور بأشرطة أفقية على شكل مستطيلات، وضع داخلها تشكيل مزين يختلف في كل سورة.
تسلسل السور هو نفسة الموجود حديثاً في نسخ القرآن الكريم. حيث توضح دوائر كبيرة للإشارة إلى كل 10 آيات، وعلامة بشكل مستطيل مزخرف للإشارة إلى كل مائة آية.
في عام 2011 قام «طيار آلتي قولاج» (بالتركية: Tayyar Altıkulaç) بنشر نسخة طبق الأصل للمصحف المنسوب إلى علي بن أبي طالب في صنعاء بعنوان: (المصحف الشريف المنسوب إلى علي بن أبي طالب: نسخة صنعاء). يحتوي هذا المصحف على 86% من النص القرآني.

### المخطوطة الثانية
ووجدت مخطوطة أخرى مكونة من 60 مطوية «رق» مكتوبة بالخط الحجازي، تعود للقرن الأول أو الثاني الهجري، وتظهر المخطوطة تعريف واضح لناحية النص والمسافة بين السطور مما أعطى مظهر موحد، وهذه الميزة غير شائعة في المخطوطات الحجازية. علامات التشكيل متكررة. فقد القرآن 2: 1-71: 14 (مجزأة، وليس النص متسلسل). وتوجد هذه المخطوطة حالياً في دار المخطوطات بصنعاء.
- الأبعاد: 40 سم (ارتفاع) × 29 سم (عرض).
- المطويات: 60 مطوية.

## الاختلافات
النص الخلفي الممحي في رق صنعاء الأثري يختلف بصورة متكررة عن النص القياسي للقرآن، الجدول التالي يبين بعض هذه الاختلافات بناء على نسخة النص السفلي Sadeghi and Goudarzi:
| الموضع                                                    | الآثار المرئية                                                                                     | إعادة إنشاء                                                                 | النص القياسي                                               |
| --------------------------------------------------------- | -------------------------------------------------------------------------------------------------- | --------------------------------------------------------------------------- | ---------------------------------------------------------- |
| القرآن 2 (البقرة).191 Stanford folio, recto, l. 4, p. 44  | ح/ / ٮٯٮـ (ـلو) کم                                                                                 | حَتّی يُقـٰتِلوکُم                                                                | حَتَّىٰ يُقَـٰتِلُوكُمْ فِيهِ                                           |
| القرآن 2 (البقرة).191 Stanford folio, recto, l. 5, p. 44  | د لک جز ا ا لکڡر ٮں                                                                                | ذَٰلِکَ جَزاءُ الکـٰفِرينَ                                                           | كـذَٰلِكَ جَزَآءُ ٱلْكَـٰفِرِينَ                                        |
| القرآن 2 (البقرة).192 Stanford folio, recto, l. 5, p. 44  | ا نتـ (ه)ـو                                                                                        | إنتَهَو                                                                       | انتَهَوا                                                     |
| القرآن 2 (البقرة).193 Stanford folio, recto, l. 6, p. 44  | حتا                                                                                                | حَتّا                                                                         | حَتّی                                                        |
| القرآن 2 (البقرة).193 Stanford folio, recto, l. 7, p. 44  | وٮکو ں ا لد ٮں کله ل[ل]ه                                                                           | ويَكُونَ الدِّينُ كُلُّهُ لِلَّـهِ                                                        | وَيَكُونَ ٱلدِّينُ لِلَّـهِ                                           |
| القرآن 2 (البقرة).194 Stanford folio, recto, l. 10, p. 44 | ومن اعتدی                                                                                          | وَ مَنِ اعتَدَی                                                                  | فَــمَنِ ٱعْتَدَى                                                |
| القرآن 2 (البقرة).194 Stanford folio, recto, l. 11, p. 44 | ڡا عٮـ/ / و                                                                                        | فاعتدو                                                                      | فَٱعْتَدُوا                                                    |
| القرآن 2 (البقرة).194 Stanford folio, recto, l. 11, p. 44 | ما اعتد ی علٮكم ٮه                                                                                 | مَا اعتَدَی عَلَيكُم بِه                                                           | مَا ٱعْتَدَىٰ عَلَيْكُمْ                                             |
| القرآن 2 (البقرة).196 Stanford folio, recto, l. 17, p. 44 | ڡـم// تٮسر مں ا لهد ی                                                                              | فَما تَيَسَّر مِن الهَدی                                                           | فما استَيسَرَ مِنَ ٱلْهَدْىِ                                        |
| القرآن 2 (البقرة).196 Stanford folio, recto, l. 17, p. 44 | ولا تحلٯو ا                                                                                        | وَلَا تَحلِقُوا                                                                  | وَلَا تَحْلِقُوا رُءُوسَكُمْ                                          |
| القرآن 2 (البقرة).196 Stanford folio, recto, l. 18, p. 44 | ڡا ں كا ں ا حد مٮكم                                                                                | فَإن كان أحَدٌ مِنكُم                                                            | فَمَن كَانَ مِنكُم                                               |
| القرآن 2 (البقرة).196 Stanford folio, recto, l. 19, p. 45 | ڡد ٮه                                                                                              | فِديَةٌ                                                                        | فَـفِديَةٌ                                                     |
| القرآن 2 (البقرة).196 Stanford folio, recto, l. 20, p. 45 | مں صٮم او نسک                                                                                      | مِن صِيٰمٍ أَو نُسُكٍ                                                               | مِن صِيَامٍ أَوْ صَدَقَةٍ أَوْ نُسُكٍ                                     |
| القرآن 11 (هود).105 Folio 4, recto, l. 1, p. 51           | ا (لا) مں ا {------}؛                                                                              | إلّا مَن أَذِنَ لَه                                                               | إِلَّا بِإِذْنِهِ                                                  |
| القرآن 11 (هود).122 Folio 4, verso, l. 4, p. 52           | ا / / (مع)[ک]/ / {--------}؛                                                                       | إِنَّا مَعَكُم مُنتَظِرُونَ                                                            | إِنَّا مُنتَظِرُونَ                                                |
| القرآن 8 (الأنفال).2 Folio 4, verso, l. 12, p. 52         | ڡـ (ر) ٯـٮ                                                                                         | ْفَرِقَت                                                                        | ْوَجِلَت                                                       |
| القرآن 8 (الأنفال).2 Folio 4, verso, l. 13, p. 52         | ا ٮـ (ـٮٮـ)ا                                                                                       | ءَايَـٰتُنا                                                                     | ءَايَـٰتُهُ                                                     |
| القرآن 9 (التوبة).122 Folio 22, recto, l. 3, p. 62        | ما [كـ]ا ں                                                                                         | مَا كَانَ                                                                      | وَمَا كَانَ                                                    |
| القرآن 9 (التوبة).122 Folio 22, recto, l. 4, p. 62        | مں كل ا مه                                                                                         | مِن كُلِّ أُمَّةٍ                                                                   | مِن كُلِّ فِرْقَةٍ                                                 |
| القرآن 9 (التوبة).124 Folio 22, recto, l. 9, p. 62        | وا د ا ا ٮر لٮ                                                                                     | وَإِذَا أُنزِلَتْ                                                                  | وَإِذَا مَا أُنزِلَتْ                                              |
| القرآن 9 (التوبة).125 Folio 22, recto, l. 12, p. 62       | ڡی ٯلو ٮهم ر حس                                                                                    | فِى قُلُوبِهِم رِجْسٌ                                                               | فِى قُلُوبِهِم مَرَضٌ                                              |
| القرآن 9 (التوبة).125 Folio 22, recto, l. 13, p. 62       | ر حر ا ا لی ر حس[ه]ـم                                                                              | رِجزاً إِلَىٰ رِجْسِهِمْ                                                              | رِجساً إِلَىٰ رِجْسِهِمْ                                             |
| القرآن 9 (التوبة).125 Folio 22, recto, l. 13, p. 62       | وما ٮو ا وهم ڡـ (ـسٯـ)[ـو] ں                                                                       | وَمَاتُوا۟ وَهُمْ فَـٰسِقُونَ                                                           | وَمَاتُوا۟ وَهُمْ كَـٰفِرُونَ                                          |
| القرآن 9 (التوبة).126 Folio 22, recto, l. 13, p. 62       | ا [و] / / ٮر و                                                                                     | أَوَلَا يَرَوْ                                                                    | أَوَلَا يَرَوْنَ                                                  |
| القرآن 9 (التوبة).126 Folio 22, recto, l. 15, p. 62       | ولا ٮـ (ـٮـ)ـد كر وں                                                                               | وَلَا يَتَذَكَّرُونَ                                                                 | وَلَا هُمْ يَذَّكَّرُونَ                                              |
| القرآن 9 (التوبة).127 Folio 22, recto, l. 15, p. 62       | وا د ا ا [ٮـ]ـر (ل)ـٮ                                                                              | وَإِذَا أُنزِلَتْ                                                                  | وَإِذَا مَا أُنزِلَتْ                                              |
| القرآن 9 (التوبة).127 Folio 22, recto, l. 16, p. 62       | هل ٮر ٮٮا                                                                                          | هَلْ يَرَىٰنَا                                                                    | هَلْ يَرَىٰكُم                                                   |
| القرآن 9 (التوبة).127 Folio 22, recto, l. 17, p. 62       | ڡا ٮـ[ـص](ـر) ڡـ (ـو) ا                                                                            | فَـٱنصَرَفُوا                                                                   | ثُمَّ انصَرَفُوا                                                 |
| القرآن 9 (التوبة).127 Folio 22, recto, l. 17, p. 62       | ڡصر ڡ ا لـلـه                                                                                      | فَــصَرَفَ اللهُ                                                                 | صَرَفَ ٱللَّـهُ                                                  |
| القرآن 9 (التوبة).127 Folio 22, recto, l. 17, p. 62       | د لک ٮـ (ا ٮـ)//[ـم] (ٯـ)ـو م لا ٮڡٯهو ں                                                           | ذَٰلِكَ بِأَنَّهُمْ قَوْمٌ لَّا يَفْقَهُونَ                                                     | بِأَنَّهُمْ قَوْمٌ لَّا يَفْقَهُونَ                                        |
| القرآن 9 (التوبة).128 Folio 22, recto, l. 18, p. 62       | ولٯد حا کم                                                                                         | وَلَقَدْ جَاءَكُمْ                                                                  | لَقَدْ جَاءَكُمْ                                                  |
| القرآن 9 (التوبة).128 Folio 22, recto, l. 18, p. 62       | ر سو ل مٮـ (ک)ـم                                                                                   | رَسولٌ مِنْكُمْ                                                                   | رَسُولٌ مِنْ أَنْفُسِکُمْ                                             |
| القرآن 9 (التوبة).128 Folio 22, recto, l. 19, p. 63       | عر ٮر (ع)ل[ـٮـ](ه) ما عٮٮکم                                                                        | عَزِيزٌ عَلَيْهِ مَا عَنَّتَكُمْ                                                          | عَزِيزٌ عَلَيْهِ مَا عَنِتُّمْ                                          |
| القرآن 9 (التوبة).129 Folio 22, recto, l. 20, p. 63       | ڡا / / (ٮـ)ـو لو ا [ع](ـٮـ)ـک                                                                      | فَإن تَوَلَّوْا عَنْكَ                                                               | فَإن تَوَلَّوْا                                                  |
| القرآن 9 (التوبة).129 Folio 22, recto, l. 21, p. 63       | ا لد ی لا ا ل[ه] ا لا هو                                                                           | الَّذي لَا إِلَـٰهَ إِلَّا هُوَ                                                         | لَا إِلَـٰهَ إِلَّا هُوَ                                             |
| القرآن 19 (مريم).2 Folio 22, recto, l. 24, p. 63          | ر ح[ـم]ه                                                                                           | رَحْمَةِ                                                                        | رَحْمَتِ                                                       |
| القرآن 19 (مريم).3 Folio 22, recto, l. 25, p. 63          | ا د ٮا د ی ر ٮک ر ك[ـر] ٮا                                                                         | إِذْ نَادَىٰ رَبَّــكَ زَكَرِيَّا                                                         | إِذْ نَادَىٰ رَبَّــهُ                                              |
| القرآن 19 (مريم).4 Folio 22, recto, l. 25, p. 63          | وٯل ر ٮی                                                                                           | وَقٰلَ رَبِّــي                                                                   | قالَ رَبِّ                                                     |
| القرآن 19 (مريم).4 Folio 22, recto, l. 26, p. 63          | وٯل ر ٮی ا سٮعل ا لر ا س سٮٮا                                                                      | وَقٰلَ رَبِّي ٱشْتَعَلَ ٱلرَّأْسُ شَيْباً                                                    | قَالَ رَبِّ إِنِّي وَهَنَ ٱلْعَظْمُ مِنِّي وَٱشْتَعَلَ ٱلرَّأْسُ شَيْبًا                 |
| القرآن 19 (مريم).4 Folio 22, recto, l. 26, p. 63          | ولم ا کں ر ٮ ٮـ (ـد) عا ک                                                                          | وَلَمْ أَکُنْ رَبِّ بِدُعَاءِكَ                                                           | وَلَمْ أَكُن بِدُعَائِكَ رَبِّ                                          |
| القرآن 19 (مريم).5 Folio 22, recto, l. 27, p. 63          | وح (ڡـ)ـٮ ا لمو ل مں و [ر] ا ی                                                                     | وَ خِفْتُ ٱلْمَوَٰل مِن وَرٰاءِى                                                        | وَإِنِّى خِفْتُ ٱلْمَوَٰلِىَ مِن وَرٰاءِى                                   |
| القرآن 19 (مريم).7 Folio 22, verso, l. 2-3, p. 63         | ؛{-----------------} (ٯد) وهٮٮا لک علما ر کٮا ۝ وٮسر ٮه {----------------}(ه) مں ٯـٮـ (ـل) س//ـمٮـا | ؛{يَـٰزَكَرِيَّا إِنَّا قَد} وَهَبْنَا لَكَ غُلٰماً زَكِيَّاً ۝ وَبَشَّرْنٰهُ {بِيَحْيیٰ لَمْ نَجْعَل لَّ}هُ مِن قَبْلُ سَمِيًّا | يَـٰزَكَرِيَّا إِنَّا نُبَشِّرُكَ بِغُلَـٰمٍ ٱسْمُهُ يَحْيَىٰ لَمْ نَجْعَل لَّهُ مِن قَبْلُ سَمِيًّا   |
| القرآن 19 (مريم).8 Folio 22, verso, l. 3-4, p. 63         | ا //ى ٮـ (ک)ـو ں لی (ع)ـلم {---------------} ل[ک]ـٮر عٮٮا                                          | أَنَّىٰ يَكُونُ لِى غُلَـٰمٌ {وَقَدْ بَلَغْتُ مِنَ ٱ} لْكِبَرِ عِتِيًّا                                  | أَنَّىٰ يَكُونُ لِى غُلَـٰمٌ وَكَانَتِ ٱمْرَأَتِى عَاقِرًا وَقَدْ بَلَغْتُ مِنَ ٱلْكِبَرِ عِتِيًّا |
| القرآن 19 (مريم).9 Folio 22, verso, l. 5, p. 63           | ولم ٮک سا ی                                                                                        | وَلَمْ تَكُ شَاي                                                                  | وَلَمْ تَكُ شَيْئًا                                                |
| القرآن 19 (مريم).11 Folio 22, verso, l. 7, p. 64          | ؛{-}ـم حرح                                                                                         | ؛{ثُـ}ـمَّ خَرَجَ                                                                 | فَــخَرَجَ                                                     |
| القرآن 19 (مريم).11 Folio 22, verso, l. 7, p. 64          | ا (و) ح (ى) ا ل (ـٮـ)هم                                                                            | أَوْحَىٰ إِلَيْهِمْ                                                                  | فَــأَوْحَىٰ إِلَيْهِمْ                                              |
| القرآن 19 (مريم).12 Folio 22, verso, l. 8, p. 64          | وعلمٮه ا ل (ـح)کم                                                                                  | وَعَلَّمْنٰهُ الْحُكْمَ                                                                | وَآتَيْنَاهُ الْحُكْمَ صَبِيًّا                                         |
| القرآن 19 (مريم).13 Folio 22, verso, l. 9, p. 64          | حننا                                                                                               | حَنٰناً                                                                        | وَحَنَاناً                                                     |
| القرآن 19 (مريم).14 Folio 22, verso, l. 10, p. 64         | ولم ٮک                                                                                             | وَلَمْ يَكُ                                                                      | وَلَمْ يَكُنْ                                                    |
| القرآن 19 (مريم).15 Folio 22, verso, l. 10, p. 64         | وعلٮه ا لسلم                                                                                       | وَعَلَيْهِ السَّلٰمُ                                                                 | وَسَلَـٰمٌ عَلَيْهِ                                                 |
| القرآن 19 (مريم).19 Folio 22, verso, l. 15, p. 64         | لنهب                                                                                               | لِنَهَبَ                                                                        | لِأَهَبَ                                                       |
| القرآن 19 (مريم).21 Folio 22, verso, l. 17, p. 64         | وهو عل//(ه) ه (ـٮـ)ـں                                                                              | وَهُوَ عَلَيْهِ هَيِّنٌ ۝                                                               | هُوَ عَلَىَّ هَيِّنٌ                                                 |
| القرآن 19 (مريم).21 Folio 22, verso, l. 18, p. 64         | و [ا] مر ا مٯصٮا                                                                                   | وَأَمْرًا مَّقْضِيًّا                                                                 | وَكَانَ أَمْرًا مَّقْضِيًّا                                            |
| القرآن 19 (مريم).22 Folio 22, verso, l. 18, p. 64         | ڡحملٮ                                                                                              | فَحَمَلَتْ                                                                       | فَحَمَلَتْــهُ                                                   |
| القرآن 19 (مريم).23 Folio 22, verso, l. 19, p. 64         | ڡـلم// ا حا ها ا لمحص                                                                              | فَــلَمَّا أَجَاءَهَا ٱلْمَخٰضُ                                                         | فَأَجَاءَهَا ٱلْمَخَاضُ                                             |
| القرآن 19 (مريم).23 Folio 22, verso, l. 20, p. 65         | ٯٮل هد ا ا ل (ـٮـ)[ـو] م                                                                           | قَبْلَ هَـٰذَا الْيَوْمِ                                                              | قَبْلَ هَـٰذَا                                                   |
| القرآن 19 (مريم).24 Folio 22, verso, l. 20-21, p. 65      | ڡٮـ[ـد] ٮها مں ٮـحٮـه/----------/ ا لا ٮحر ٮی                                                      | فَنٰدٮٰهَا مِن تَحْتِهَـ/ـا مَلَكٌ/ أَلَّا تَحْزَنِى                                           | فَنَادَىٰهَا مِن تَحْتِهَا أَلَّا تَحْزَنِى                                 |
| القرآن 19 (مريم).26 Folio 22, verso, l. 23, p. 65         | وٯـ// [ی] ع (ـٮٮـ)ا ۝                                                                               | وَقَرِّى عَيْنًا ۝                                                                  | وَقَرِّى عَيْنًا                                                  |
| القرآن 19 (مريم).26 Folio 22, verso, l. 24, p. 65         | ص[ـو] (ما) [و صم]ـٮا                                                                               | صَوْماً وَصُمْتاً                                                                  | صَوْماً                                                       |
| القرآن 19 (مريم).26 Folio 22, verso, l. 24, p. 65         | لں ا کلم                                                                                           | لَنْ أُکَلِّمَ                                                                     | فَــلَنْ أُكَلِّمَ                                                 |
| القرآن 19 (مريم).27 Folio 22, verso, l. 25, p. 65         | ؛//ا [ٮـ](ـت ٯو) [مه] ا                                                                            | فَأَتَتْ قَوْمَهَا                                                                  | فَأَتَتْ بِهِ قَوْمَهَا                                              |
| القرآن 19 (مريم).27 Folio 22, verso, l. 25, p. 65         | لٯد ا تٮت                                                                                          | لَقَدْ أَتَيْتِ                                                                    | لَقَدْ جِئْتِ                                                    |
| القرآن 19 (مريم).28 Folio 22, verso, l. 26, p. 65         | ما کا (ں) ا ٮو [ک] (ا ٮا) //[و] ا                                                                  | مَا كَانَ أَبُوكِ أَباً سُوءاً                                                        | مَا كَانَ أَبُوكِ ٱمْرَأَ سَوْءٍ                                       |
| القرآن 12 (يوسف).19 Folio 31, recto, l. 4-5, p. 71        | ْو {------} (علٮـ)// ٮـع[ص] (ا) ل[س]/ /؛                                                            | و {جَاءَت} عَلَيْهِ بَعْضُ السَّيَّارَةِ                                                   | وَجَاءَتْ سَيَّارَةٌ                                                |
| القرآن 12 (يوسف).19 Folio 31, recto, l. 6, p. 71          | وٯل                                                                                                | وَقٰلَ                                                                         | قَالَ                                                        |
| القرآن 12 (يوسف).19 Folio 31, recto, l. 7, p. 71          | و (ا) ل[له] عل//ـم ٮـم (ا) ٮڡعلو{}ں                                                                | وَٱللَّـهُ عَلِيمٌ بِمَا يَفْعَلُونَ                                                      | وَٱللَّـهُ عَلِيمٌ بِمَا يَعْمَلُونَ                                     |
| القرآن 12 (يوسف).28 Folio 31, verso, l. 4, p. 72          | ٯل ا //[ه] (ك)[ـٮد] كں                                                                             | قٰلَ إِنَّهُ كَيْدَكُنَّ                                                                | قَالَ إِنَّهُ مِن كَيْدِكُنَّ                                           |
| القرآن 12 (يوسف).30 Folio 31, verso, l. 5, p. 72          | ٮسو (ه) مں ا (هل) ا لمد [ٮـ]ـٮه                                                                    | نِسْوَةٌ مِن أَهْلِ ٱلْمَدِينَةِ                                                         | نِسْوَةٌ فِي ٱلْمَدِينَةِ                                            |
| القرآن 12 (يوسف).30 Folio 31, verso, l. 5-6, p. 72        | ؛{---------------}/ / ٯـ (ـد س)ع (ڡـ)[ها] (ح)[ـٮ] ڡٮـ//(ه)ا                                        | ؛{ٱمْرَأَتُ ٱلْعَزِيزِ} قَدْ شَغَفَهَا حُبُّ فَتَٮٰهَا                                           | ٱمْرَأَتُ ٱلْعَزِيزِ تُرَٰوِدُ فَتَٮٰهَا عَن نَّفْسِهِ قَدْ شَغَفَهَا حُبًّا               |
| القرآن 12 (يوسف).31 Folio 31, verso, l. 7, p. 72          | ڡلما سم[ع]/ / مکر[ه]ـں                                                                             | فَلَمَّا سَمِعَتْ مَكْرَهُنَّ                                                             | فَلَمَّا سَمِعَتْ بِــمَكْرِهِنَّ                                         |
| القرآن 12 (يوسف).31 Folio 31, verso, l. 8, p. 72          | و{ } ح (ع)ل/ / ل (ه)/ / (مٮـک)//؛                                                                  | وَجَعَلَتْ لَهُنَّ مُتَّكَـًٔا                                                             | وَأَعْتَدَتْ لَهُنَّ مُتَّكَـًٔا                                           |
| القرآن 37 (الصافات).15 Folio 28, recto, l. 1, p. 102      | وٯلو ا هد ا {------}//ٮٮں                                                                          | وَقٰلوا هذا سِحرٌ مُبينٌ                                                          | وَقالوا إن هـٰذا إِلّا سِحرٌ مُبينٌ                                |
| القرآن 37 (الصافات).19 Folio 28, recto, l. 4, p. 102      | / /ڡا د ا ه[ـم] مح (ـص)ـر                                                                          | فَإذا هُم مُحضَرون                                                              | فَإِذا هُم يَنظُرونَ                                             |
| القرآن 37 (الصافات).22 Folio 28, recto, l. 6, p. 102      | ا ٮـ (عٮـ)و ا                                                                                      | إبعَثوا                                                                      | احشُرُوا                                                     |
| القرآن 37 (الصافات).22 Folio 28, recto, l. 6, p. 102      | طـ//[ـم]ـو ا { }                                                                                   | الَّذينَ ظَلَموا                                                                 | الَّذينَ ظَلَموا وَأَزوٰجَهُم                                        |
| القرآن 37 (الصافات).23 Folio 28, recto, l. 8, p. 102      | صر ٮط ا (لح)حٮم                                                                                    | صِر ٮطِ الجَحيم                                                                | صِرٰطِ الجَحيمِ                                                 |
| القرآن 37 (الصافات).25 Folio 28, recto, l. 9, p. 103      | / / لا ٮٮٮصرو                                                                                      | لا تَنٮٰصَرون or لا تَتَنٰصَرون                                                    | لا تَناصَرون                                                 |
| القرآن 37 (الصافات).27 Folio 28, recto, l. 10, p. 103     | ڡـ (ا ٯـ)ـٮل                                                                                       | فَـأ قبَلَ                                                                     | وَأَقبَلَ                                                      |
| القرآن 37 (الصافات).48 Folio 28, verso, l. 3, p. 103      | ع (ـٮـ)[ـد] هم                                                                                     | عِندَهُم                                                                       | وَعِندَهُم                                                     |
| القرآن 37 (الصافات).50 Folio 28, verso, l. 4, p. 103      | علا                                                                                                | عَلا                                                                         | عَلی                                                        |
| القرآن 37 (الصافات).54 Folio 28, verso, l. 7, p. 103      | ٯهل                                                                                                | فَــهَل                                                                       | هَل                                                         |
| القرآن 37 (الصافات).56 Folio 28, verso, l. 8, p. 103      | ل (ـٮـع)ـو ٮں                                                                                      | لَتُغوِينِ                                                                      | ِلَتُرْدِين                                                     |
| القرآن 37 (الصافات).58 Folio 28, verso, l. 9, p. 103      | وما ٮحں                                                                                            | وَما نَحنُ                                                                     | أَفَما نَحْنُ                                                   |

## صفحات المخطوطات
| رقم المصحف | القرن        | طول  | عرض | الصفحات  |
| ---------- | ------------ | ---- | --- | -------- |
| 01-25.1    | الأول هجري   | 33.5 | 26  | 29 صفحة  |
| 01-27.1    | الأول هجري   |      |     | 80 صفحة  |
| 20-33.1    | الأول هجري   |      |     | +25 صفحة |
| 01-29.1    | الأول هجري   |      |     | 35 صفحة  |
| 01-28.1    | الاول/الثاني |      |     | 60 صفحة  |
| 01-18.3    |              |      |     | 16 صفحة  |

## صور

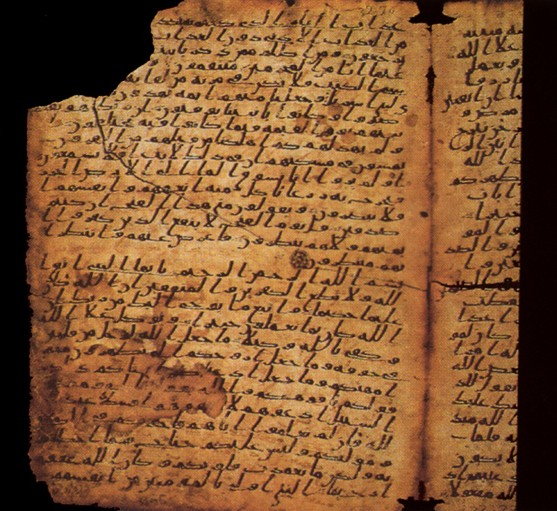
مخطوطة من مخطوطات صنعاء تظهر فيها نهاية سورة السجدة، وأول آيات سورة الأحزاب، مكتوبة بالخط الحجازي وترجع إلى القرن الأول الهجري.
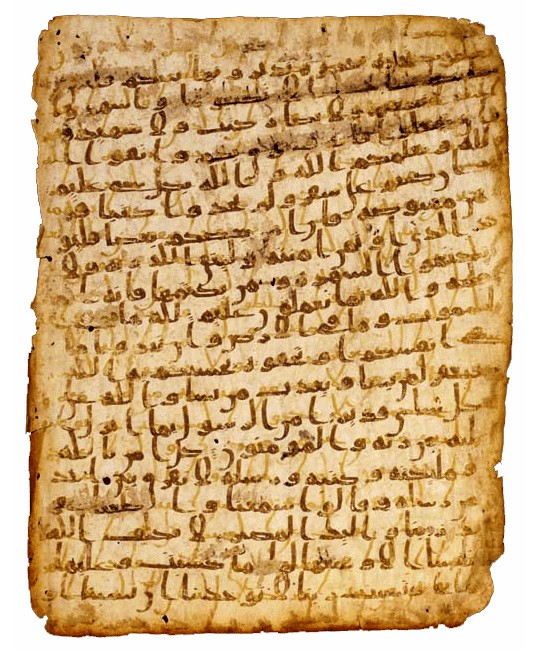
خطوطة قرآنية من مخطوطات صنعاء من الورق الرقّي تعود للقرن السابع الميلادي، مكتوبة بالخط الحجازي.
النص السفلي لورقة، اِسْتُعِيدَ بواسطة التصوير بأشعة اكس بجامعة ستادفورد. الآيات 191-196 من سورة البقرة.
ترجمة نصية لنص (الآيات 191-196 من سورة البقرة.)

## وصلات خارجية
- يونسكو صفحة مخطوطات صنعاء في موقع يونسكو.
- Codex Ṣanʿāʾ – Inv. No. 01-27.1: Mid-1st Century Of Hijra, Islamic Awareness
- Early Qur'anic Manuscripts, Islamic Awareness
- The UNESCO Restoration Project نسخة محفوظة 20 يناير 2008 على موقع واي باك مشين.
- Islamic Collections from the Museum, (pdf) UNESCO
- "A Qur’an written over the Qur’an – why making the effort?"